# Inđija
Inđija (Servisch: Инђија) is een stad in het district Srem in de Servische regio Vojvodina. In 2002 telde de stad 26.247 inwoners. In de gemeente liggen verder meerdere dorpen waaronder Maradik dat een Hongaarse minderheid kent van 25%.

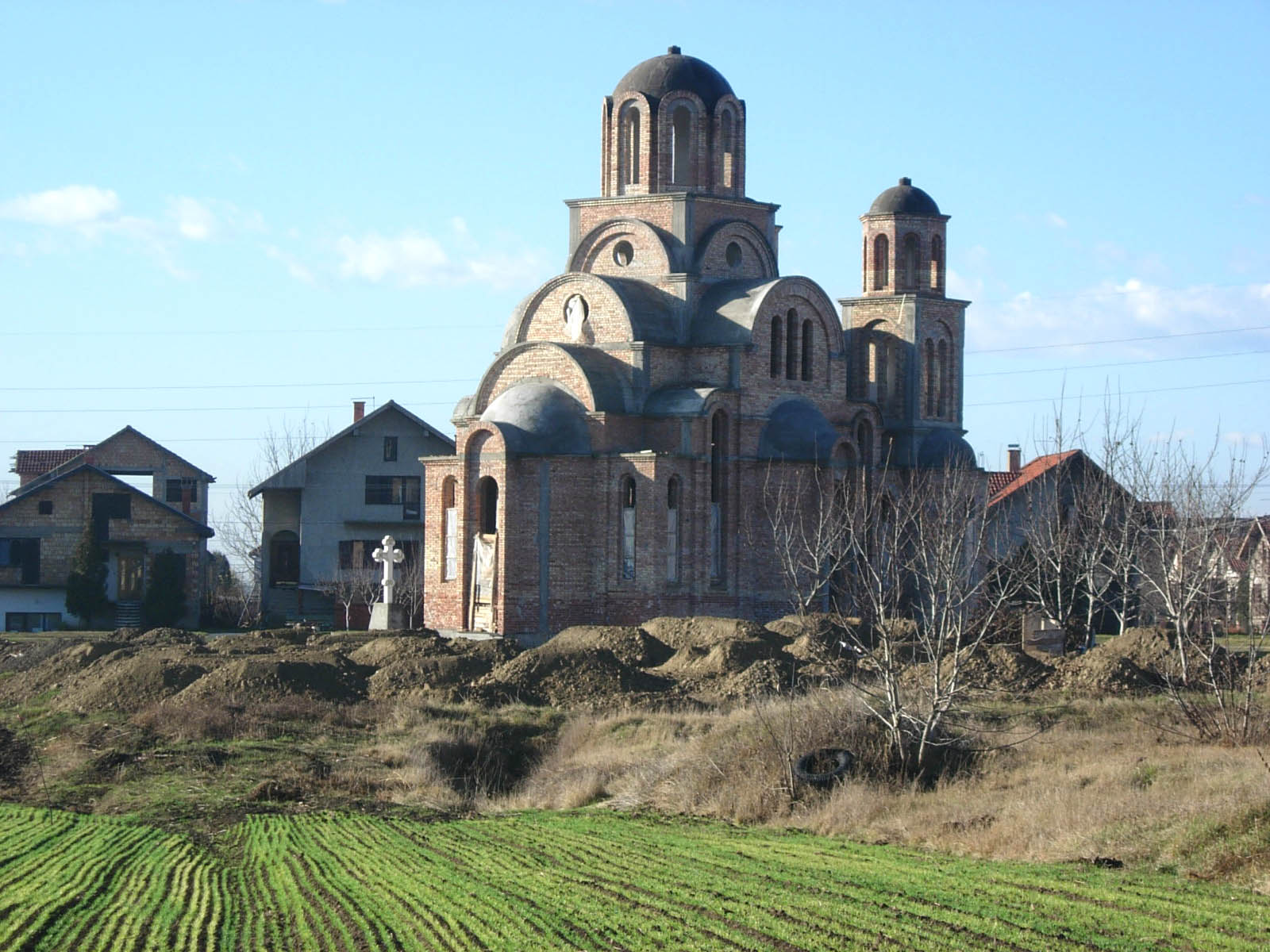
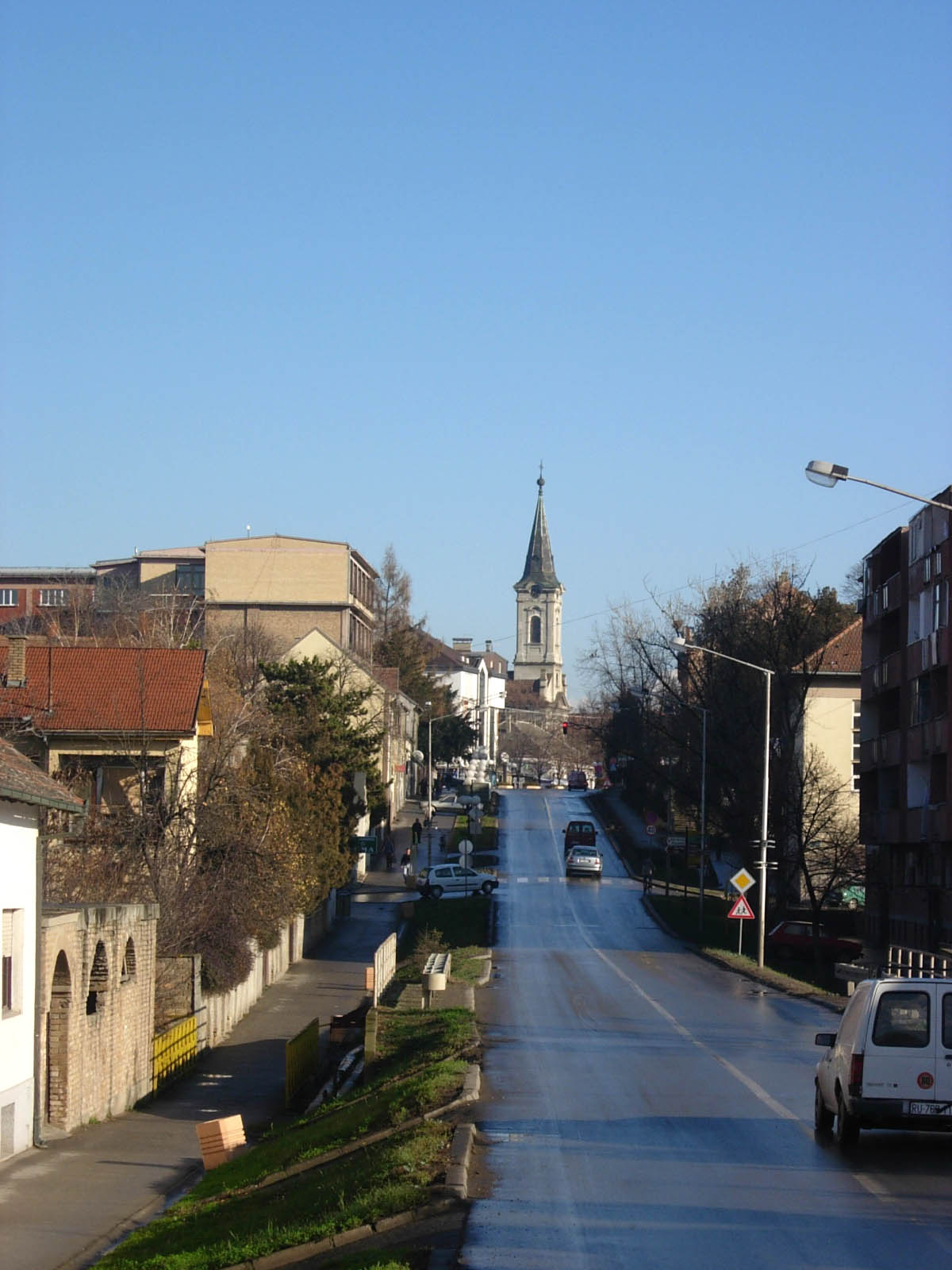
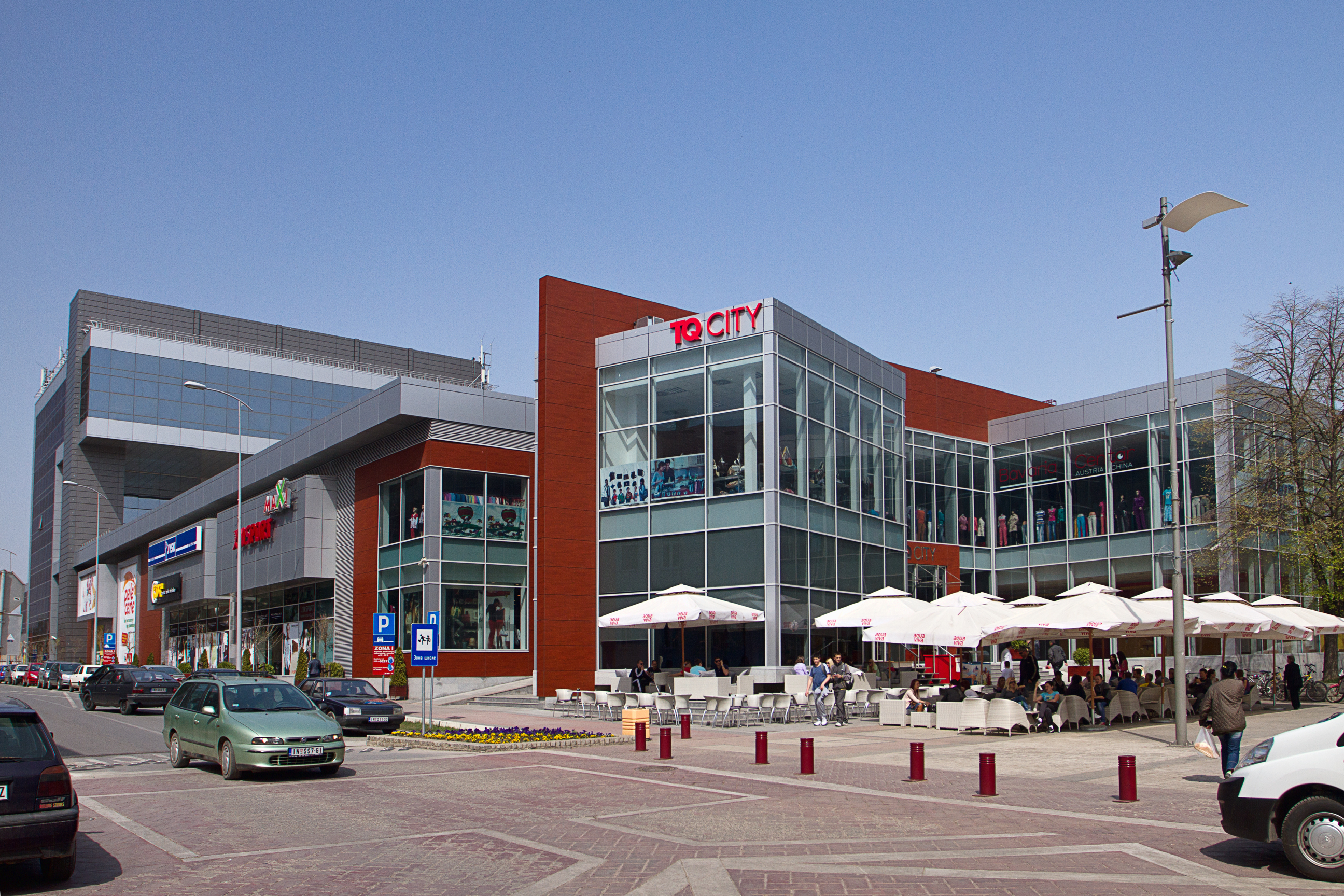
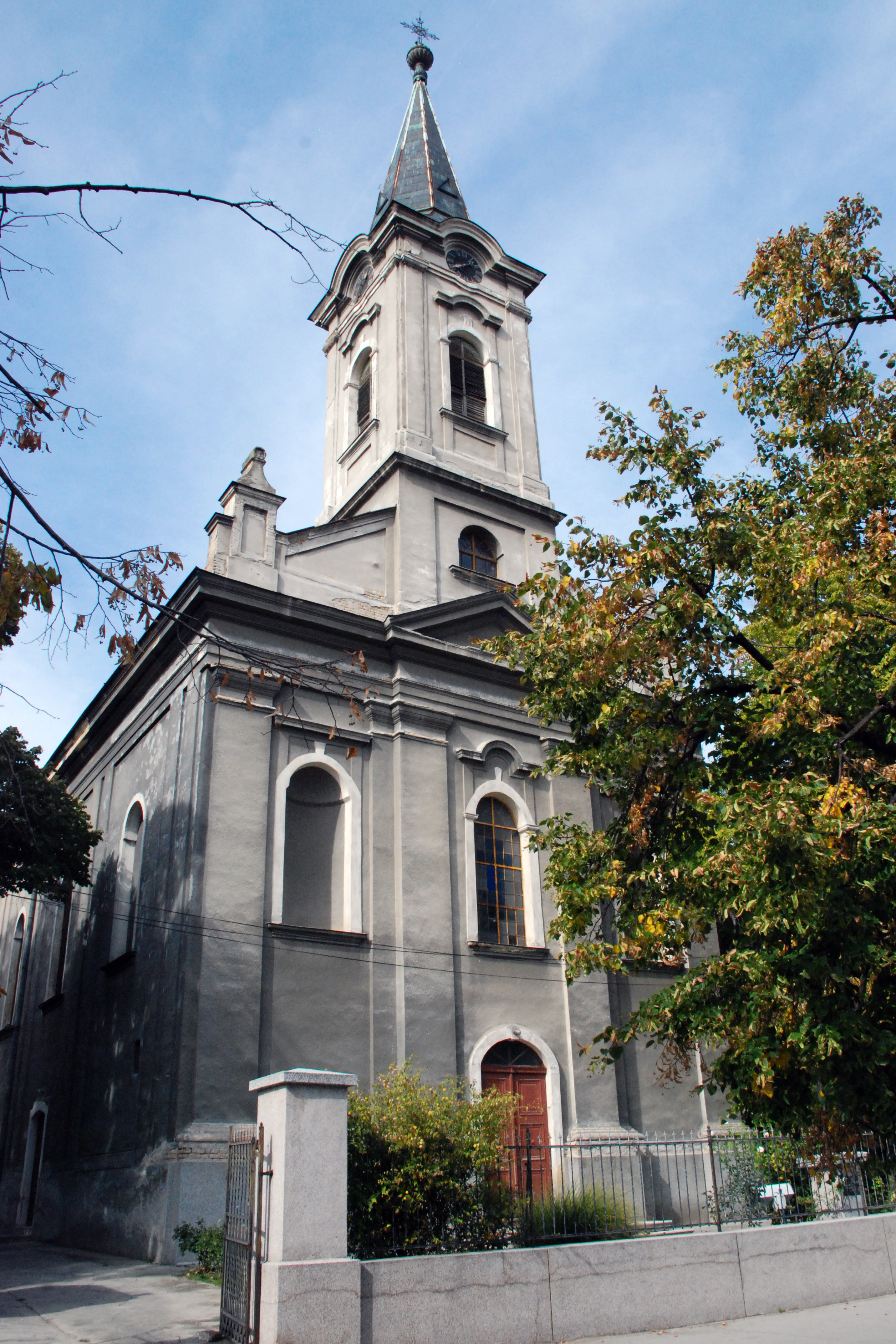
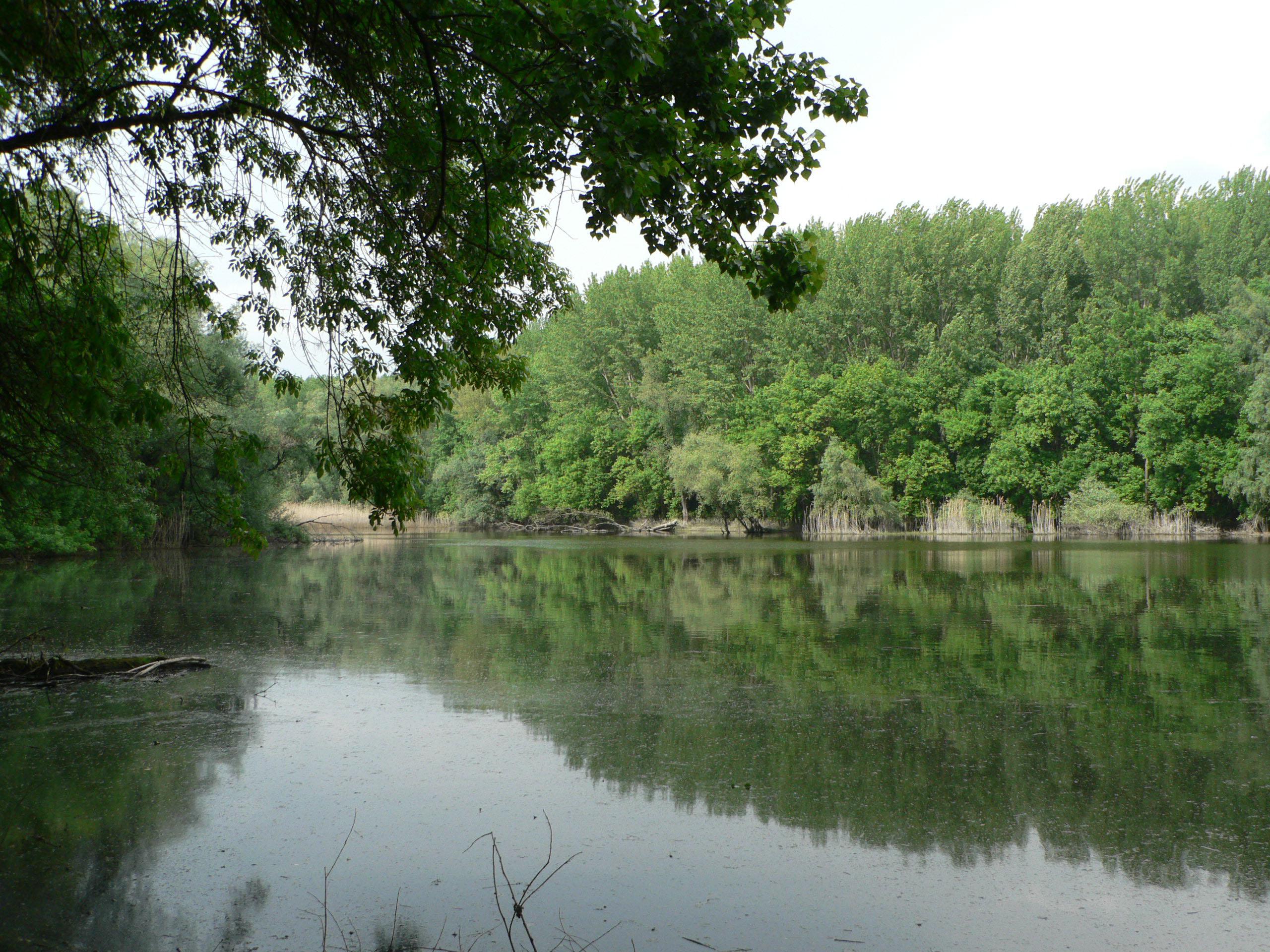
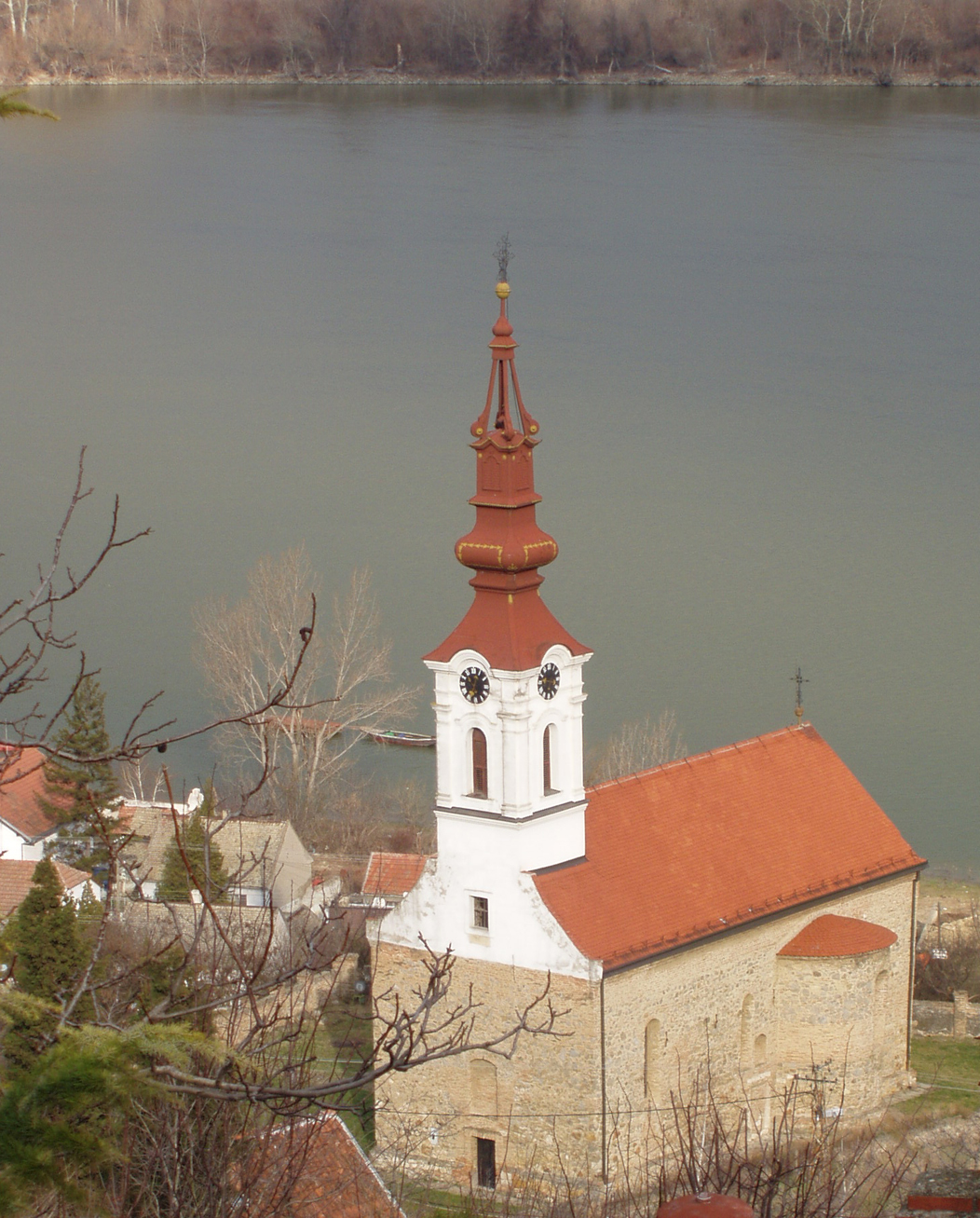
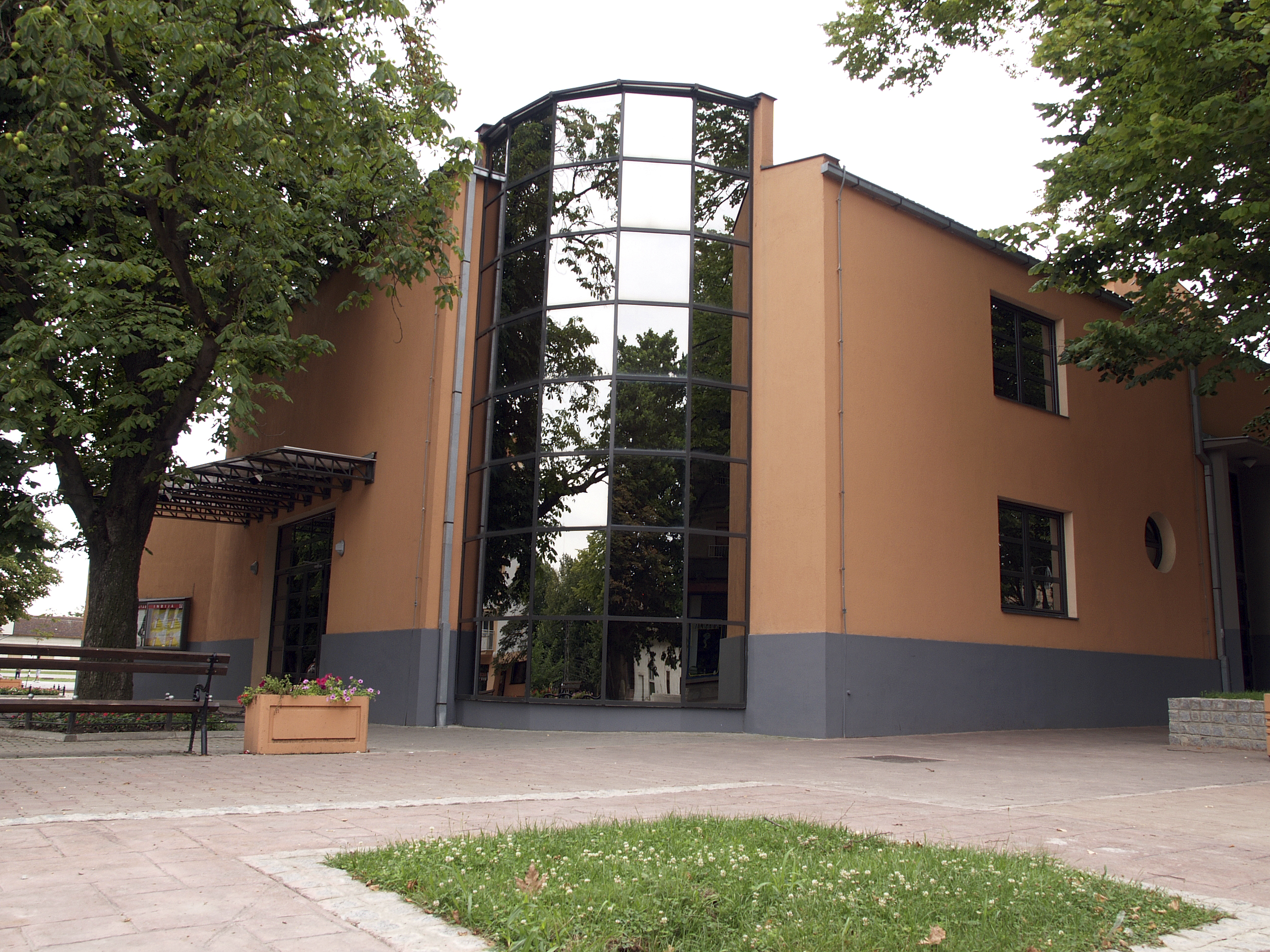